# Melanargia ocellata
Melanargia ocellata är en fjärilsart som beskrevs av Zusanek 1925. Melanargia ocellata ingår i släktet Melanargia och familjen praktfjärilar. Inga underarter finns listade i Catalogue of Life.